# Maršová-Rašov
Maršová-Rašov é um município no distrito de Bytča, situado na região de Žilina. Tem 9,61 km² de área e sua população em 2018 foi estimada em 949 habitantes.

## Demografia
| Ano:        | 1994 | 2004   | 2014 | 2024    |
| ----------- | ---- | ------ | ---- | ------- |
| Broj ljudi: | 728  | 780    | 858  | 1066    |
| Razlika:    |      | +7,14% | +10% | +24,24% |

| Ano:               | 2023 | 2024   |
| ------------------ | ---- | ------ |
| Número de pessoas: | 1064 | 1066   |
| Diferença:         |      | +0,18% |